# شاطئ كليوباترا

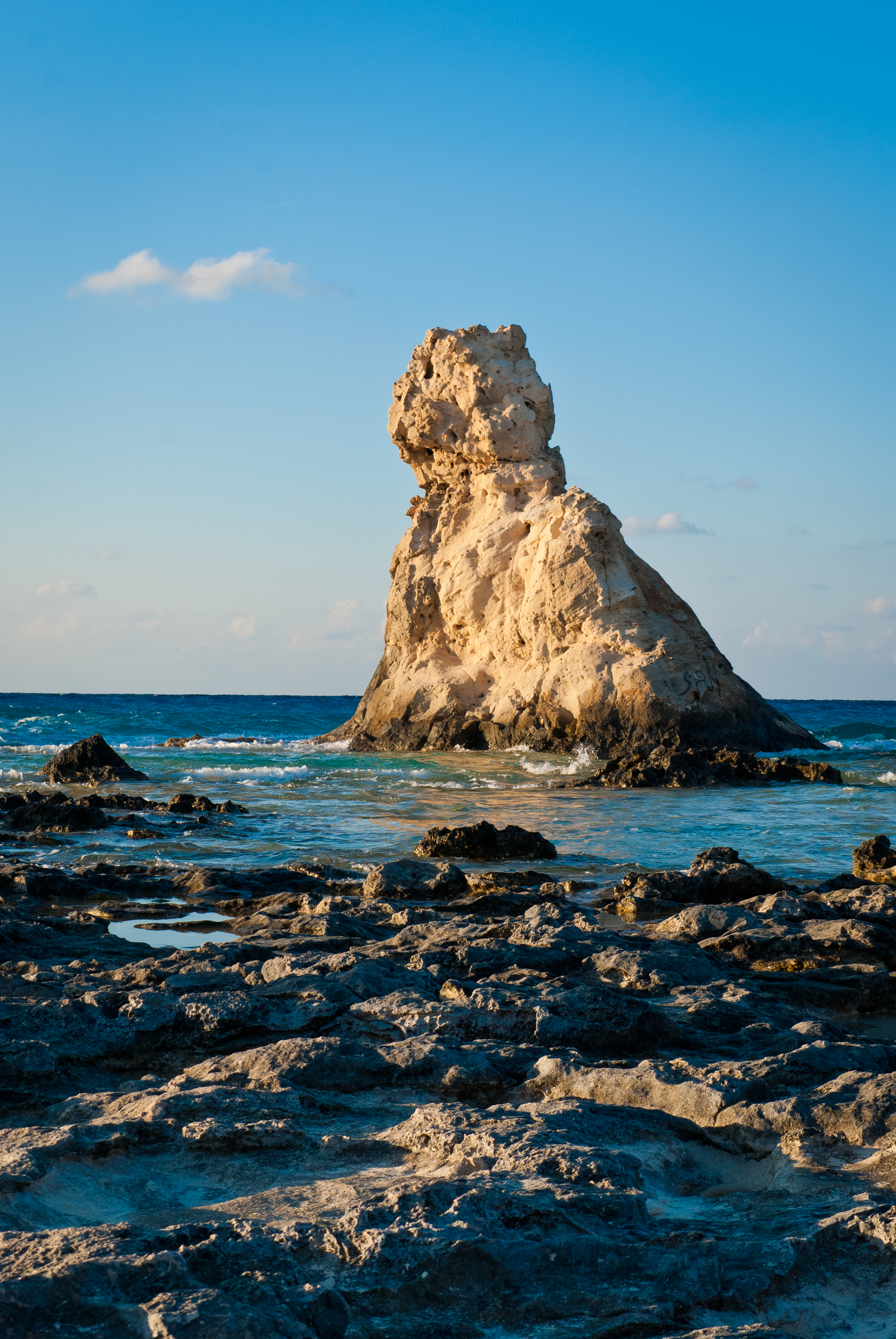

شاطئ كليوباترا يقع على ساحل البحر الأبيض المتوسط بمحافظة مطروح في الساحل الشمالي (مصر)، وهو مزار سياحي.